# Zum güldenen Kreuz

Haus Zum güldenen Kreuz, um 1890

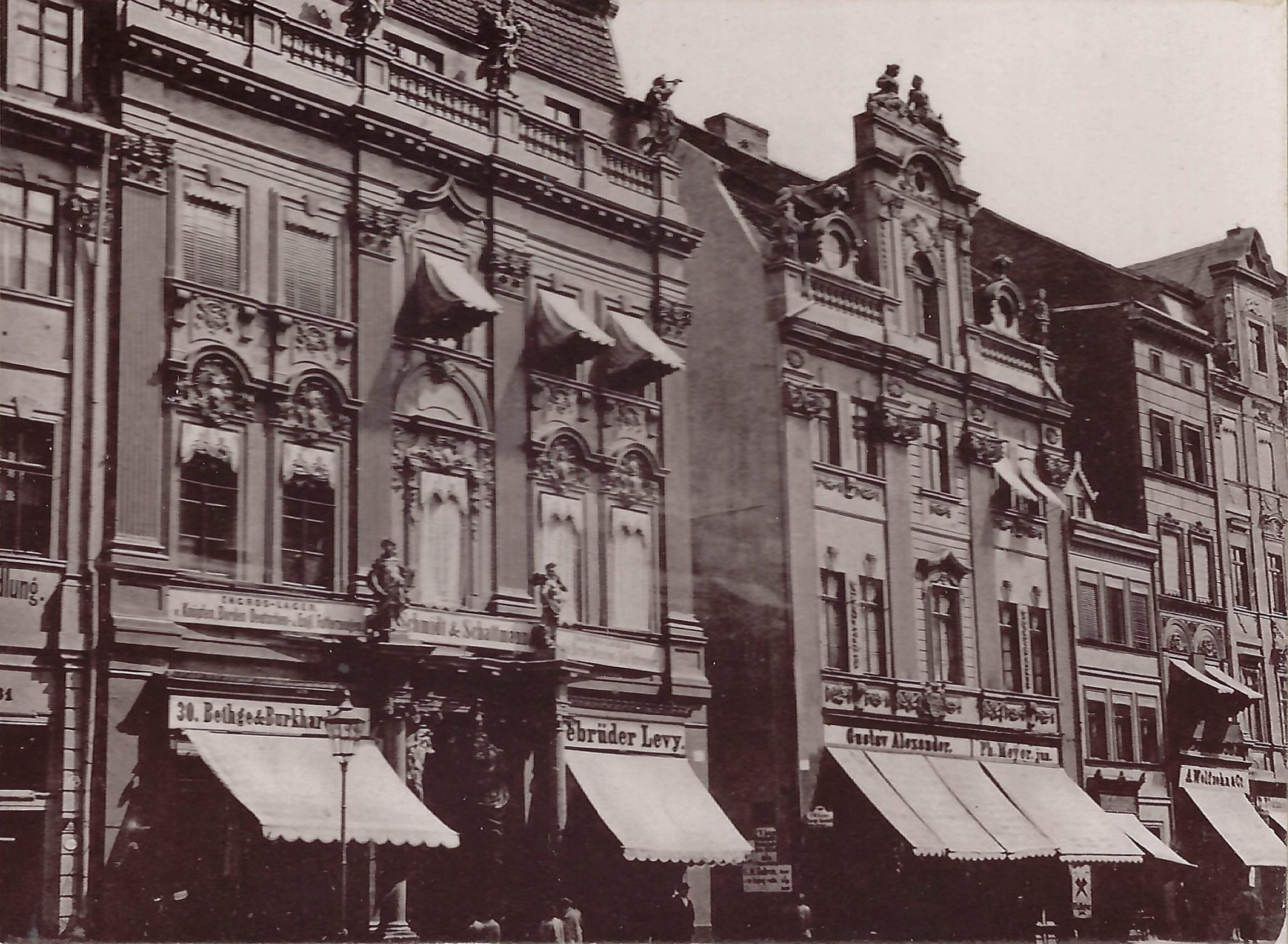
Güldenes Kreuz (links), wohl vor 1888

Breiter Weg 30 (links), rechts hiervon Einmündung der Judengasse

Das Haus Zum güldenen Kreuz war ein Wohn- und Geschäftshaus in Magdeburg in Sachsen-Anhalt. Es wurde während des Zweiten Weltkriegs zerstört und gilt als verlorengegangenes Baudenkmal.

## Lage
Es befand sich in der Magdeburger Altstadt an der Adresse Breiter Weg 30 auf der Ostseite des Breiten Wegs in einer Ecklage zur Judengasse, die später in Zur Tischlerbrücke umbenannt worden war. Südlich, auf der anderen Seite der Judengasse, befand sich das Haus Zu den drei Kleeblättern. Heute befindet sich an dieser Stelle die südwestliche Ecke des Allee-Centers.

## Architektur und Geschichte
Vor der Zerstörung Magdeburgs im Jahr 1631 gehörte das Anwesen dem Viertelsherr Brauer Hans Zietz, bzw. Zeitz. Im Jahr 1642 veräußerte er das Grundstück, zu dem auch die Flächen Tischlerbrücke 30 a und b gehörten, an den Kaufmann Stephan Lüdecke für 611 Taler. Lüdecke bebaute das Grundstück im Jahr 1646 und wird letztmals 1674 genannt. Das Anwesen gehörte danach zunächst seiner Witwe und später bis 1711 Melchior Lüddicke, vermutlich sein Sohn. Seine Erben verkauften das Haus für 3650 Taler 1732 an Ernst Lüddicke.

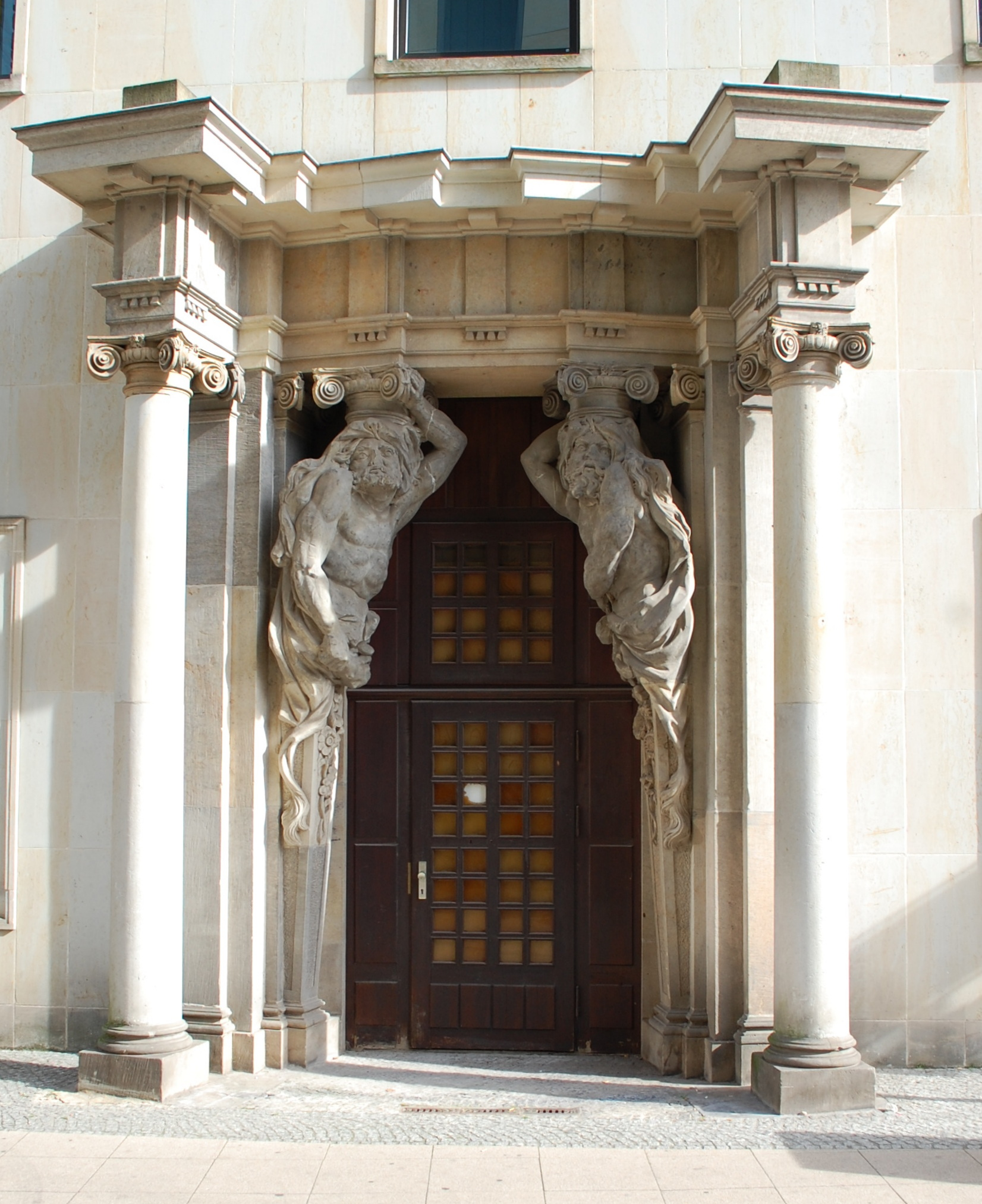
Portal vor dem Breiten Weg 193, im Jahr 2012

Das dreigeschossige, verputzte Gebäude Zum Güldenen Kreuz, auch Brauhaus Zum goldenen Kreuz wurde im Jahr 1745 vom Maurermeister P. Chr. Böse für den Kaufmann Johann Christoph Bruder errichtet. Der Bau verfügte über eine mit vier Figuren besetzte Balustrade. Ganz rechts war der Bauherr mit einem Fernrohr als Figur dargestellt. Bedeckt war das Gebäude mit einem auf einem extra Dachgeschoss aufgesetztem Mansarddach. Auf dem Dach befanden sich zwei von Voluten flankierte runde Dachfenster. Die fünfachsige Fassade war mit vier Kolossalpilastern gegliedert, die die beiden Obergeschosse zusammenfasste. Nach unten wurden sie von Lisenen fortgesetzt. Zwei der Pilaster flankierten die Mittelachse, zwei weitere die Außenkanten. Das mittige Eingangsportal wurde links und rechts von Atlanten und freistehenden ionischen Säulen mitsamt Figurenschmuck eingerahmt. Die Gestaltung von Portal und Fassade lehnte sich an das Knautsche Palais an.
1803 und 1845 war ein Widekind bzw. Wiedekind Eigentümer des Gebäudes. Im Laufe des 19. Jahrhunderts erfolgten mehrere Umbauten des Erd- und ersten Obergeschosses, so in den Jahren 1855, 1871, 1886, 1892 und 1901. 1870 gehörte das Gebäude einem Levy, geborenem Wiesenthal und ab 1882 Bruno Levy. Im Jahr 1909 wurde die Fassadengestaltung wieder an ihre ursprüngliche Form angenähert. 1913 ließen Albert und Max Loburg das Gebäude zum Schloß-Café umbauen. Die oberen Geschosse wurden von einem hohen, langgestreckt nach hinten verlaufenden Saal eingenommen. Im Erdgeschoss wurde links und rechts des mittigen Eingangsportals jeweils ein großes Bogenfenster eingefügt. Zugleich erhielt der oberhalb des Portals befindliche Balkon ein Balkongitter. Eigentümer war ab 1914 der Kaufmann S. Sternberg, der zunächst in Magdeburg später in Berlin-Charlottenburg lebte. Ab 1940 gehörte das Gebäude seinen Erben. Das Schloß-Café gehörte zu diesem Zeitpunkt R. Schmidt.
Im Inneren des Hauses bestanden aufwendige Stuckverzierungen.

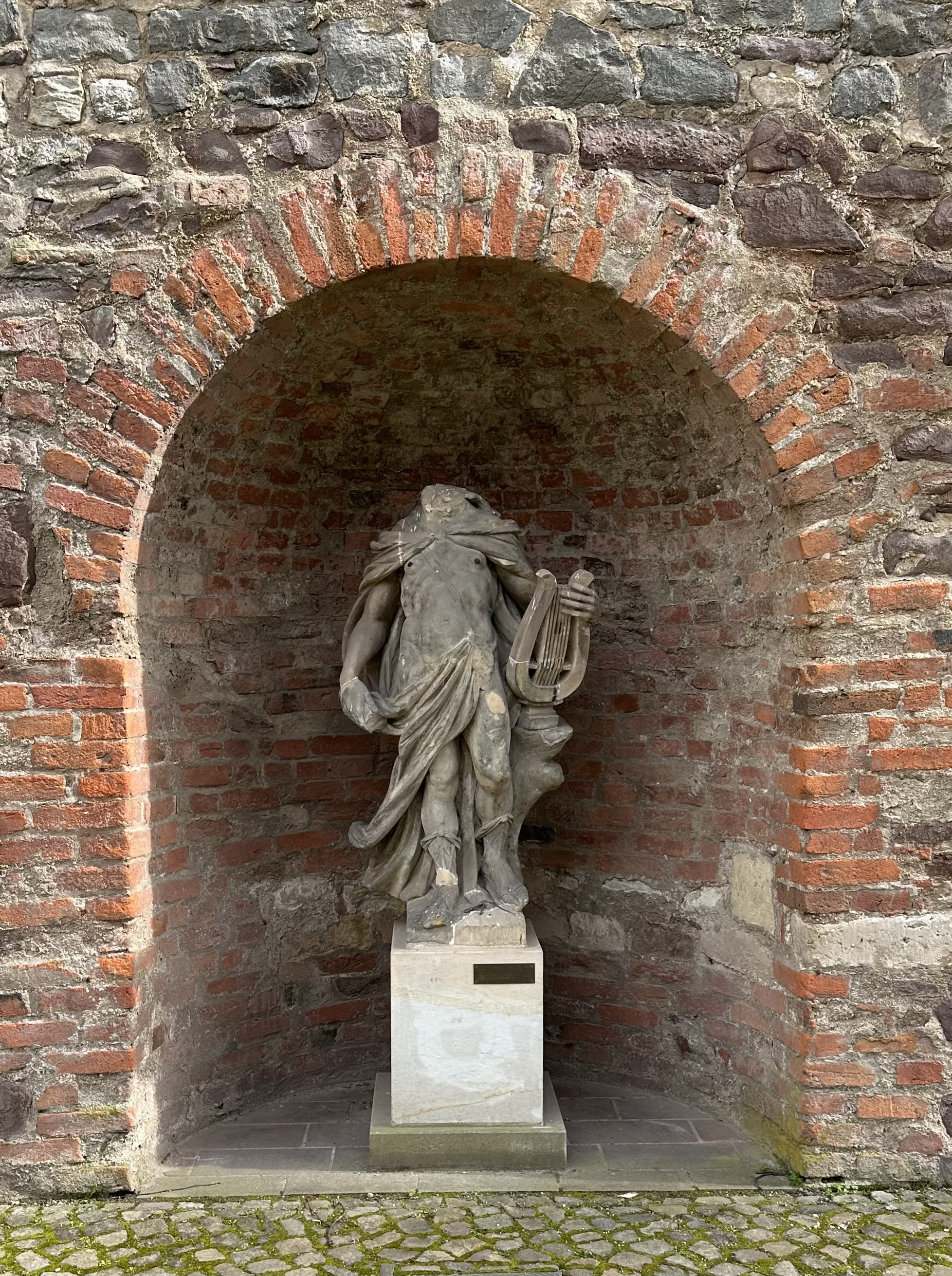
Apollonfigur im Garten der Möllenvogtei, 2024

Während des Zweiten Weltkriegs wurde das Gebäude, wie weite Teile der Magdeburger Altstadt zerstört. Die Ruine wurde am 9. Juni 1950 bis zur Trümmergleiche abgerissen. Die Abrisskosten betrugen 888,51 DM. Erhalten blieb jedoch das Portal des Hauses Zum güldenen Kreuz. Es wurde geborgen und an anderer Stelle, vor dem Gebäude Breiter Weg 193 neu aufgebaut. Die links das Portal ursprünglich bekrönende Figur des Apollon wurde Teil der Skulpturen im Möllenvogteigarten im Garten der Möllenvogtei.

## Sage

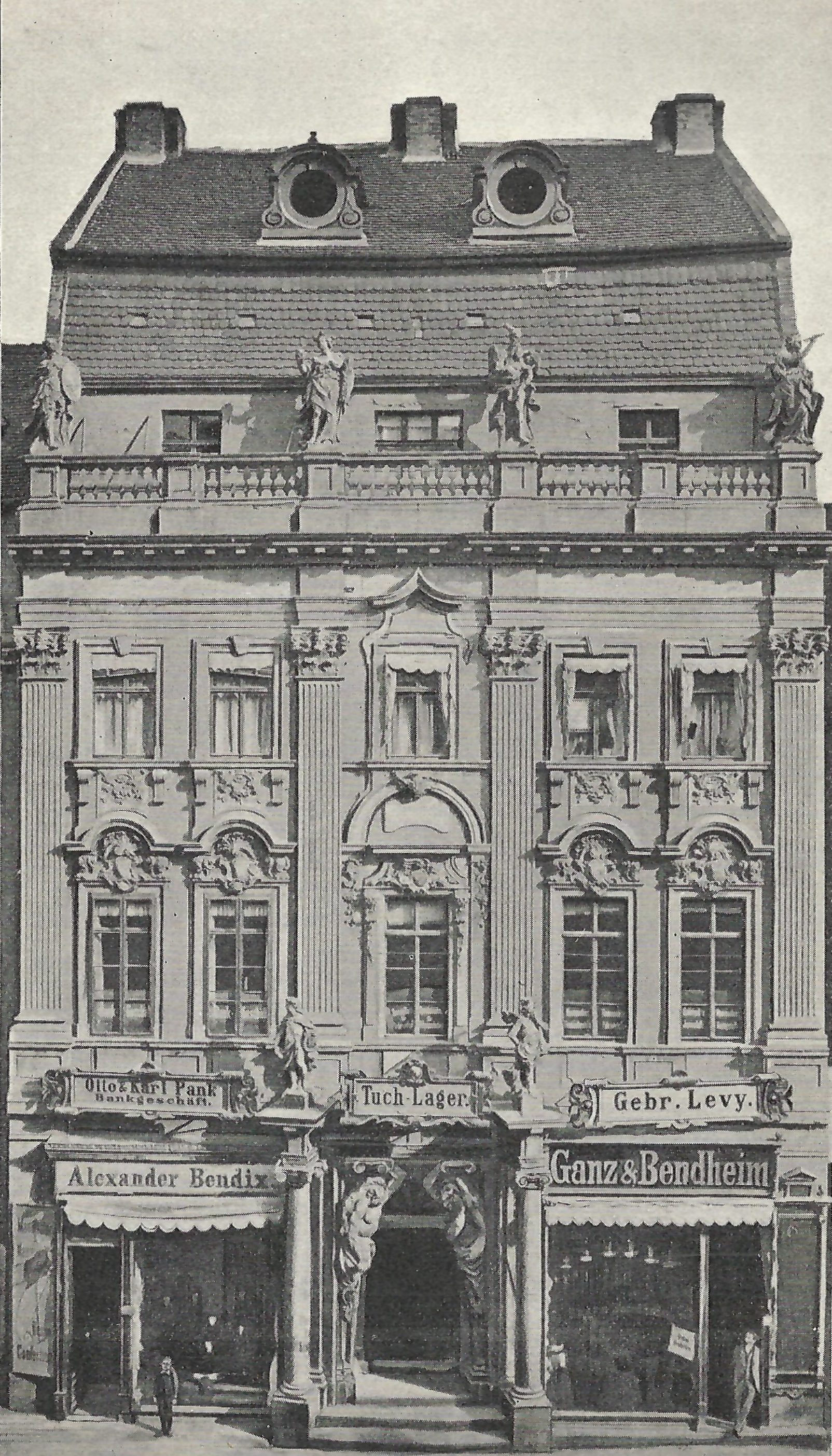
Rechts oben Figur mit Fernrohr

Zum Anwesen besteht eine Sage. Nach der Zerstörung Magdeburgs im Jahr 1631 begannen zwei von Jugend an befreundete Kaufleute mit dem Wiederaufbau ihrer Grundstücke. Als Zeichen ihrer Freundschaft sollten ihre neuen Häuser, das Haus Zum güldenen Kreuz und wohl das Haus Breiter Weg 198 das gleiche Aussehen erhalten. Nach Beginn der Arbeiten kam jedoch der Eigentümer des späteren Hauses Zum güldenen Kreuz zu der Ansicht, dass sein Haus doch das prunkvollere sein müsste, da er der reichere Kaufmann sei und das Gebäude auch vor der Zerstörung das schönere gewesen sein. Heimlich ließ er daher eigene Pläne anfertigen. Im Laufe des Baufortschritts zerstritten sich beide Freunde darüber und begutachteten den jeweiligen Bau des Anderen. Der Eigentümer des Hauses Zum güldenen Kreuz kaufte sich sogar ein Fernrohr, um den Hausbau seines ehemaligen Freundes besser verfolgen zu können. Der drehte ihm voller Verachtung den Rücken zu. Tatsächlich wurde das Haus Zum güldenen Kreuz das Prächtigere. Der Kaufmann ließ an dem Platz, an dem er immer zum Beobachten gestanden hatte, eine Figur mit Fernrohr aufstellen. Sein ehemaliger Freund ließ daraufhin ein Bildnis erstellen, auf dem er dem anderen den Rücken zukehrt.
Die Sage erklärt das Bestehen der auf der Balustrade ganz rechts zur Südseite hin befindlichen Figur mit dem Fernrohr. Beide Gebäude wurden im Zweiten Weltkrieg zerstört.